# Walter Rodney
Walter Anthony Rodney, född 23 mars 1942, död 13 juni 1980, var en framstående guyanesisk historiker, politisk aktivist och akademiker. 
Rodneys mest inflytelserika bok var How Europe Underdeveloped Africa (1972). I den beskriver han hur Afrika utnyttjas av europeiska imperialister, vilket han menade ledde direkt till den moderna fattigdomen på stora delen av kontinenten. Boken blev enormt inflytelserik, men också kontroversiell – Rodneys analys skilde sig från den vid den tiden accepterade synen på fattiga länder.
Rodney mördades den 13 juni 1980 med en bilbomb. Mordet har kopplats till Guyanas president, Forbes Burnham.